# 18. ožujka
18. ožujka (18. 3.) 77. je dan godine po gregorijanskom kalendaru (78. u prijestupnoj godini).
Do kraja godine ima još 288 dana.

## Događaji
- 489. – Germanski knez Odoakar daruje rimski posjed na Mljetu prijatelju Pierusu.
- 1871. – Francuska se vojska u Parizu pobunila protiv svojih generala Lecomtea i Thomasa i streljala ih i pridružila se pariškoj Nacionalnoj gardi i pobunjenim građanima - neslužbeni početak Pariške komune.

- 1919. – Osnovan je nogometni klub Valencia CF, točnije osnovao ga je Octavio Augusto Milego, prvi predsjednik kluba, a tu čast je dobio bacanjem novčića u zrak.
- 1945. – Nadbiskup Alojzije Stepinac održao je kritičku propovijed o djelovanju i programu komunista.
- 1994. – Nastala je Federacija Bosne i Hercegovine.
- 2021. – Zagrebački Dinamo pobjedom nad Tottenhamom ušao u četvrtfinale Europske lige rezultatom 3-0 (3-2).

| - 1813. – Friedrich Hebbel, njemački dramatičar († 1863.) - 1869. – Arthur Chamberlain, britanski političar († 1940.) - 1844. – Nikolaj Rimski-Korsakov, ruski skladatelj († 1908.) - 1858. – Josip Kozarac, hrvatski književnik († 1906.) - 1885. – Josip Berković, hrvatski liječnik, političar i diplomat († 19??.) - 1935. – Oumarou Ganda, nigerski glumac († 1981.) - 1958. – Damir Šaban, hrvatski glumac - 1963. – Vanessa Williams, američka glumica, pjevačica i manekenka - 1964. – Bonnie Blair, američka klizačica - 1980. – Natalija Poklonskaja, ukrajinsko-ruska pravnica - 1981. – Laura Pergolizzi (LP), američka pjevačica i autorica pjesama - 1987. – Arnd Peiffer, njemački biatlonac | - 1584. – Ivan IV. Grozni, ruski car (* 1530.) - 1745. – Robert Walpole, britanski državnik (* 1676.) - 1832. – Josip Đurkovečki, hrvatski pisac i slovničar (* 1761. ili 1762.) - 1837. – Aleksandar Alagović, zagrebački nadbiskup (* 1760.) - 1858. – Aleksander Terplan, slovenski književnik u Ugarskoj (* 1816.) - 1920. – Hermann Oldenberg, njemački indolog (* 1854.) - 1930. – Matko Laginja, hrvatski pravnik i političar (* 1852.) - 1933. – Vendelin Vošnjak, slovenski franjevac hrvatskog porijekla, (* 1861.) - 1965. – Faruk I., egipatski kralj (* 1920.) - 1980. – Erich Fromm, američki psihoanalitičar njemačkog porijekla (* 1900.) - 1980. – Tamara de Lempicka, poljska slikarica (* 1898.) - 1991. – Mato Lešćan, hrvatski skladatelj (* 1936.) - 2012. – Imra Agotić, hrvatski general, prvi zapovjednik Hrvatskog ratnog zrakoplovstva (* 1943.) |

## Blagdani i spomendani
- Ćiril Jeruzalemski

## Imendani
- Cvjetan
- Ćiro
- Aleksandar